# 地喹氯铵
地喹氯铵（英語：dequalinium chloride），中国称氯化克菌定，是一种bola型季铵盐，有消毒作用。一般以氯化物形式存在，但也有其他卤素盐（例如地喹碘铵）存在。地喹氯铵是多种药品的有效成分。
地喹铵阳离子两端对称，由两个季喹啉铵正离子组成，中间以N-十烷链接。

## 医疗用途
地喹氯铵可用于治疗口腔和咽喉的轻度感染，此用途一般为非处方药。最常见的剂型为0.25mg喉片，也有0.5%浓度的漱口水和口腔喷剂；商品名有Dequadin（得果定）、SP Troche等。地喹氯铵对非鏈球菌屬导致的扁桃体炎有效。
地喹氯铵可在阴道内给药，用以治疗一些阴道感染，此用途为處方藥。剂型一般为10mg药片或栓劑。商品名有Fluomizin、Vablys等。

### 作用范畴
地喹氯铵有广谱抗细菌、抗真菌作用。口内使用的浓度较低，一般描述为抑菌药。
地喹氯铵在动物模型中有抗疟药作用，但目前没有批准剂量足够起效的内服药。

## 不良反应
用于受包裹的銀屑病皮肤时，地喹氯铵可能造成皮肤坏死。

## 历史
地喹氯铵最早在1956年由M Babbs及同事描述。地喹氯铵是“双季铵盐”类药物的第一个。

## 扩充阅读
- Gamboa-Vujicic, Gisela; Emma, Dennis A.; Liao, Shu Y.; Fuchtner, Carlos; Manetta, Alberto. . Journal of Pharmaceutical Sciences. 1993, 82 (3): 231–5. PMID 8450414. doi:10.1002/jps.2600820302.